# Cossacks 3
Cossacks 3 est un jeu vidéo de stratégie en temps réel pour Windows et Linux, développé par le studio ukrainien GSC Game World, et sorti le 20 septembre 2016. Il s'agit d'un remake du jeu original de 2001 ; il se concentre donc sur l'Europe des XVIIe et XVIIIe siècles. Les douze nations originales font leur retour avec plus de 70 types différents d'unités, 100 avancées technologiques et plus de 140 bâtiments d'époque.

## Système de jeu

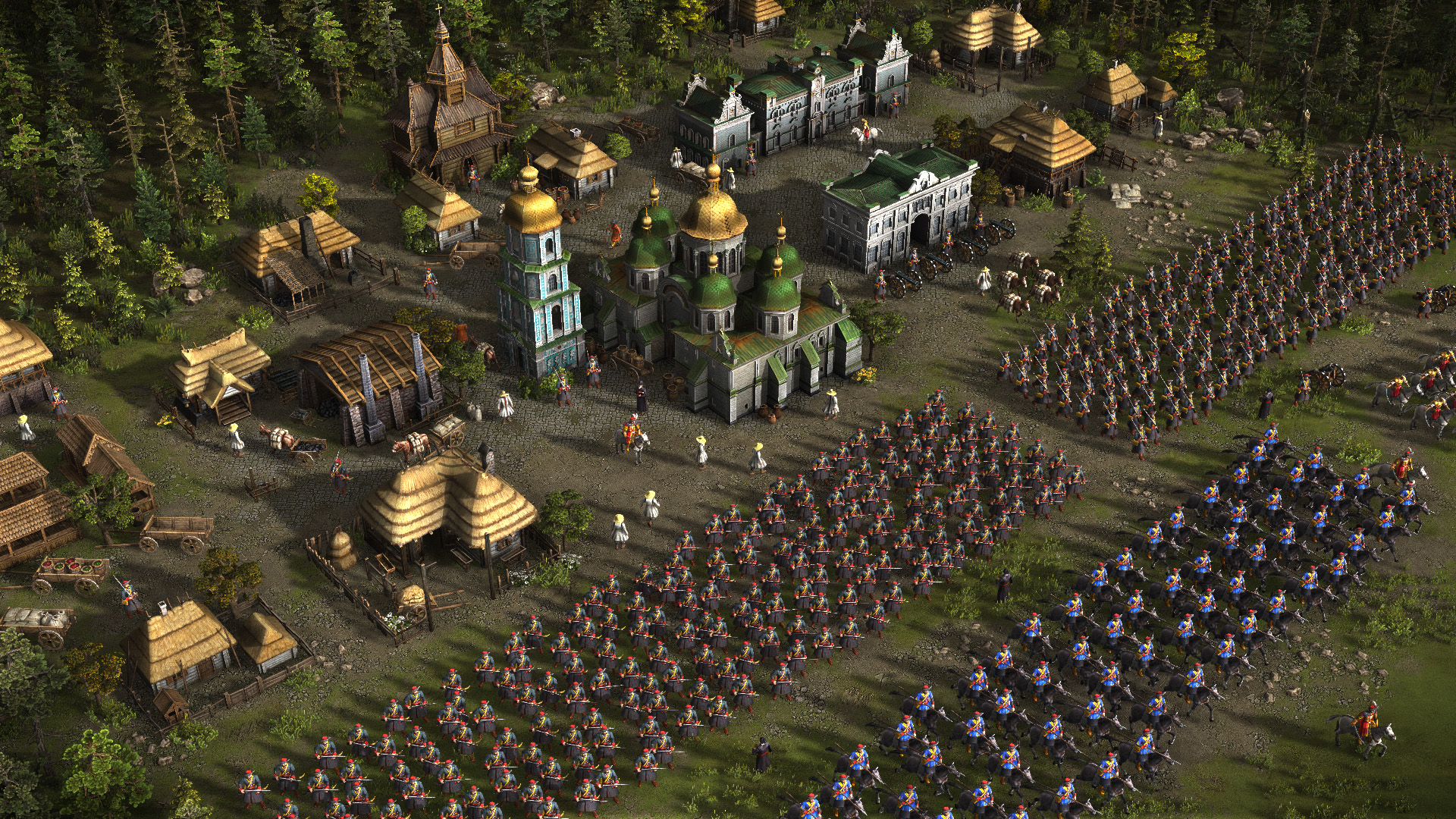
Capture d'écran du jeu.

Les principes de base du gameplay et du développement de l'économie dans Cossacks 3 restent les mêmes que dans Cossacks: European Wars. Comme dans le jeu original, les joueurs s'affrontent sur des cartes générées aléatoirement, rassemblant des ressources, construisant des villes et livrant des batailles contre un adversaire informatique ou entre eux en mode multijoueur. Les escarmouches se déroulent tant sur terre que sur mer, et leur ampleur peut atteindre jusqu'à 10 000 soldats. Environ 70 types d'unités différentes, 100 recherches scientifiques et plus de 140 bâtiments historiques différents ont été mis à la disposition des joueurs.
Les principaux changements par rapport au jeu d'origine comprennent un nouveau moteur graphique en « full 3D » et une intelligence artificielle complètement repensée. Parmi les changements plus mineurs, citons plusieurs nouveaux types d'unités, un nouveau look pour certains bâtiments et des statistiques modifiées pour certaines améliorations. En outre, le nombre maximum de joueurs pouvant jouer simultanément sur une même carte en mode multijoueur a été augmenté (de sept à huit). Le jeu propose également cinq nouvelles campagnes historiques en mode solo et une toute nouvelle bande sonore.
Les producteurs du jeu promettent une assistance étendue aux créateurs de modules et la mise à disposition d'une série d'outils pour modifier le jeu. Il s'agira des mêmes outils que ceux utilisés par les développeurs pour produire le jeu. Ils permettront de modifier librement le contenu du jeu et même de créer ses propres productions sur son moteur

## Développement

### Musiques
La bande originale du jeu est composée par Yaroslav Odrin et contient 21 titres. Elle est disponible à l'achat sur Steam au format WAV.

## Factions jouables
Le jeu initial offre une sélection de douze factions jouables :
- Algérie
- Angleterre
- Autriche
- Empire ottoman
- Espagne
- France
- Pologne
- Prusse
- Russie
- Suède
- Ukraine
- Venise

## Extensions
Le jeu possède 5 extensions de jeu listées ci-dessous et triées par ordre croissant de date de sortie.

### Cossacks 3: Days of Brilliance
Sortie le 13 décembre 2016. Ajoute une campagne pour la Pologne, cinq scénarios historiques, et deux nouvelles factions : le  Danemark et les  Provinces-Unies.

### Cossacks 3: Rise of Glory
Sortie le 16 février 2017. Ajoute deux campagnes (pour la Prusse et la Suède), de nouvelles unités, de nouveaux biomes, et deux nouvelles factions : la  Bavière et la  Saxe.

### Cossacks 3: Guardians of the Highlands
Sortie le 12 avril 2017. Ajoute une campagne écossaise et une nouvelle faction :  l'Écosse.

### Cossacks 3: Path to Grandeur
Sortie le 16 mai 2017. Ajoute deux campagnes (pour l'Empire ottoman et l'Espagne), de nouveaux biomes, ainsi que deux nouvelles factions : la  Hongrie et le  Portugal.

### Cossacks 3: The Golden Age
Sortie le 24 août 2017. Ajoute des batailles historiques, une campagne pour les Hollandais, ainsi que deux nouvelles factions : la  Suisse et le  Piémont.

## Vocabulaire multi-joueurs
En ligne, il n'est pas rare de retrouver plusieurs abréviations / sigles.
| Abréviation / Sigle | En Anglais                                   | Signification |
| ------------------- | -------------------------------------------- | --- |
| pt                  | Peace Time                                   | Temps de paix / Délai de non-agression |
| no admc             | No a: Art d: Diplomatic m: Market c: Capture | Pas a: de canons, de tours, de murs d: de centre diplomatique m: de marché, c: de capture (à minima de paysans) (il est possible de n'avoir qu'une partie, comme "no adm" par exemple") |
| no cap              | No capture                                   | Pas de capture (à minima de paysans) |
| no dc               | No Diplomatic Center                         | Pas de centre diplomatique (possible que ce soit "No Diplomatic Capture"... règle "admc" ci-dessus)                                                                                     |
| cap on              | Cap on                                       | Capture de paysans possible |
| no art              | No Artillery                                 | Ni canons, ni tours, ni murs |
| ffa                 | Free For All                                 | Match à mort, donc chacun pour soi : équipe - (équivalent X sur Cossacks 1) |
| random rdm rand     | Random                                       | Nation aléatoire |
| noob for noobs      | Noob / Newbie                                | Pour les joueurs débutants |
| no noobs            | No noobs                                     | Pas de joueurs débutants acceptés |
| no fog              | No fog                                       | Pas de brouillard de guerre (i.e montgolfière dès le départ) |

## Accueil
Cossacks 3 a reçu des avis « mitigés ou moyens » de la part des critiques professionnels selon le site web d'agrégation d'avis Metacritic — la note moyenne était de 63 points sur 100. Le site allemand GameStar était du même avis, notant le jeu à 68 points sur 100. Il a été dit que le nouveau jeu s'appuyait surtout sur la nostalgie et que l'imitation du premier jeu ne faisait pas tout.
- Gamekult : 4/10[8]
- Rock, Paper, Shotgun : « Direct, simple mais enjôleur et solide. » (Alec Meer)[16]